# William E. Boeing
William Edward Boeing (Detroit, Míchigan, 1 de octubre de 1881-Puget Sound, Washington; 28 de septiembre de 1956) fue un pionero de la aviación, que fundó Pacific Airplane Company en 1916, que un año después pasó a llamarse The Boeing Company, ahora la más grande exportador en los Estados Unidos por valor en dólares y entre los mayores fabricantes aeroespaciales del mundo. El primer diseño de William Boeing fue el Boeing Model 1 (o B & W Seaplane), que voló por primera vez en junio de 1916, un mes antes de que se fundara la empresa. También ayudó a crear United Aircraft and Transport Corporation (hoy conocida como  United Airlines) en 1929 y se desempeñó como su presidente. Recibió la Medalla Daniel Guggenheim en 1934 y fue incluido póstumamente en el Salón de la Fama de la Aviación Nacional en 1966, diez años después de su muerte.

## Biografía
Estudió en la Universidad de Yale (en la Sheffield Scientific School) graduándose en 1903 e inició su aventura empresarial aprovechando las oportunidades que surgían en el aventurado y cíclico mundo de la industria de la madera en el noroeste de EE. UU.
En 1910, Boeing asistió a una demostración aérea en California y desde entonces descubrió su interés por el mundo aeronáutico. Cinco años más tarde, logró aprender a volar en Los Ángeles y compró su primer avión, un hidroavión de Martin. Estos primeros vuelos aficionados poco a poco fueron convirtiéndose en profesionales. Boeing y su amigo G. Conrad Westervelt diseñaban piezas del avión que ellos encontraban susceptibles de ser mejoradas respecto al diseño inicial.
Años después, en 1916 Boeing fundó la compañía Pacific Aero Products, justo un año antes de que Estados Unidos entrara en la Primera Guerra Mundial (1917). El edificio que constituyó la primera factoría de aviones se ubicaba junto al río Duwamish y era un granero hecho de madera denominado el "granero rojo" (Red Barn). Boeing cambió el nombre de la compañía por el de Boeing Airplane Company y empezó a obtener pedidos del ejército estadounidense.

## Familia
En 1921, Boeing se casó con Bertha Marie Potter Paschall (1891-1977). Anteriormente había estado casado con Nathaniel Paschall, un corredor de bienes raíces con quien tuvo dos hijos, Nathaniel "Nat" Paschall Jr. y Cranston Paschall. La pareja tuvo un hijo propio, William E. Boeing Jr. (1922–2015). Los hijastros se dedicaron a la fabricación de aviación como carrera. Nat Paschall era gerente de ventas del competidor Douglas Aircraft, que luego se convirtió en McDonnell Douglas. Bill Jr. se convirtió en piloto privado y promotor inmobiliario industrial.
Bertha Boeing era hija de Howard Cranston Potter y Alice Kershaw Potter. A través de su padre, era descendiente de los fundadores de Alex. Los banqueros comerciales de Brown & Sons, Alexander Brown, James Brown y el yerno y socio de Brown, Howard Potter; ya través de su madre, la nieta de Charles James Kershaw y Mary Leavenworth Kershaw (descendiente de Henry Leavenworth).
El nombre Boeing proviene del nombre alemán Böing y tiene orígenes galeses como patronímico de Owen. El prefijo y el sufijo se agregaron más tarde.

## Fundación de Boeing Aircraft
En 1916, Boeing entró en el negocio con George Conrad Westervelt como "B & W" y fundó Pacific Aero Products Co. El primer avión de la compañía fue el Boeing Model 1 (B & W Seaplane). Cuando Estados Unidos entró en la Primera Guerra Mundial el 8 de abril de 1917, Boeing cambió el nombre a Boeing Airplane Company y obtuvo pedidos de la Marina de los EE. UU. para 50 aviones. Al final de la guerra, Boeing se concentró en los aviones comerciales para dar servicio a los contratos de correo aéreo.
En 1934, el gobierno de Estados Unidos acusó a William Boeing de prácticas monopólicas. El mismo año, la Ley de Correo Aéreo obligó a las compañías aeronáuticas a separar las operaciones de vuelo del desarrollo y la fabricación. William Boeing se deshizo de la propiedad cuando su holding, United Aircraft and Transport Corporation, se dividió en tres entidades separadas.
Boeing Airplane Company, aunque era un fabricante importante en una industria fragmentada, no tuvo éxito hasta el comienzo de la Segunda Guerra Mundial.

## Vida privada
Dedicó el resto de su vida a la cría del caballo de pura sangre. Se convirtió en uno de los criadores más nombrados de América. Se puede decir que nunca perdió su interés por la aviación, y durante la Segunda Guerra Mundial se ofreció voluntariamente como consultor a la compañía. 
Vivió hasta el año 1956, suficiente tiempo como para ver a la compañía que él creó incorporarse a la era del reactor.